# Nodeland Station
Nodeland Station (Nodeland stasjon) er en jernbanestation på Sørlandsbanen, der ligger i byområdet Nodeland i Songdalen kommune i Norge.
Stationen åbnede 17. december 1943, da banen blev forlænget fra Kristiansand til Sira. Stationsbygningen var opført året før efter tegninger af Gudmund Hoel og Bjarne Friis Baastad ved NSB Arkitektkontor. Stationen blev fjernstyret fra 19. november 1969 og blev ubemandet 1. juni 1970.
I 2000 blev stationen lukket som følge af lave passagertal, men den blev genåbnet i 2003. I de følgende år kom der byudvikling i området, hvilket øgede pendlertrafikken. Stationen var imidlertid i dårlig stand og både perroner og krydsningsspor var for korte. Derfor gennemførte Jernbaneverket i 2012 en gennemgribende renovering, hvor den hidtidige 70 m lange øperron blev erstattet af to nye 220 m lange sideliggende perroner, mens krydsningssporet blev forlænget fra 420 m til 718 m.